# Dasychira hadromeres
Dasychira hadromeres är en fjärilsart som beskrevs av Collenette 1955. Dasychira hadromeres ingår i släktet Dasychira och familjen tofsspinnare. Inga underarter finns listade i Catalogue of Life.